# Euonthophagus conterminus
Euonthophagus conterminus är en skalbaggsart som beskrevs av Rudolph Petrovitz 1971. Euonthophagus conterminus ingår i släktet Euonthophagus och familjen bladhorningar. Inga underarter finns listade i Catalogue of Life.